# 太山寺 (神戸市)

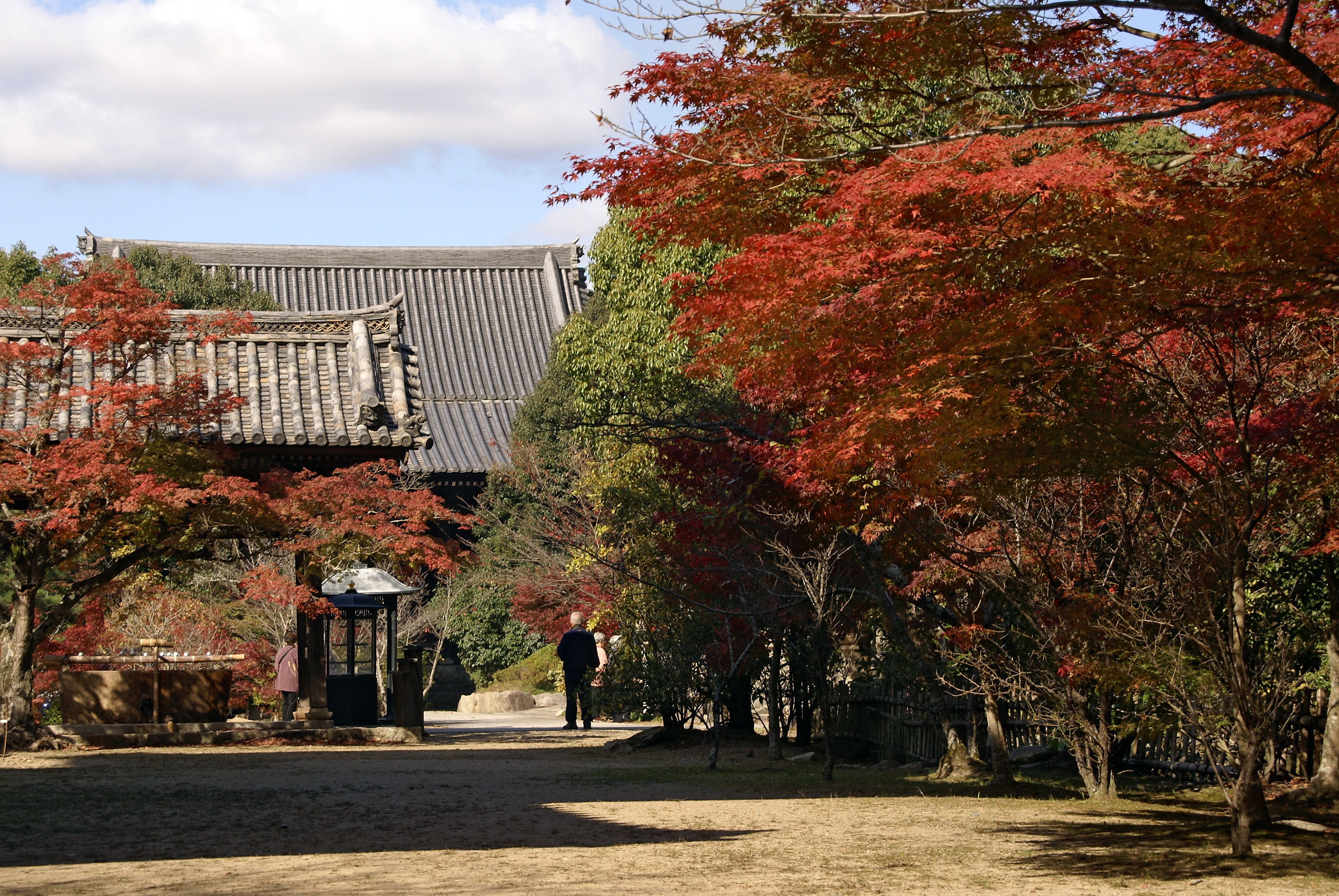
境内風景、手水舎、阿弥陀堂（奥）

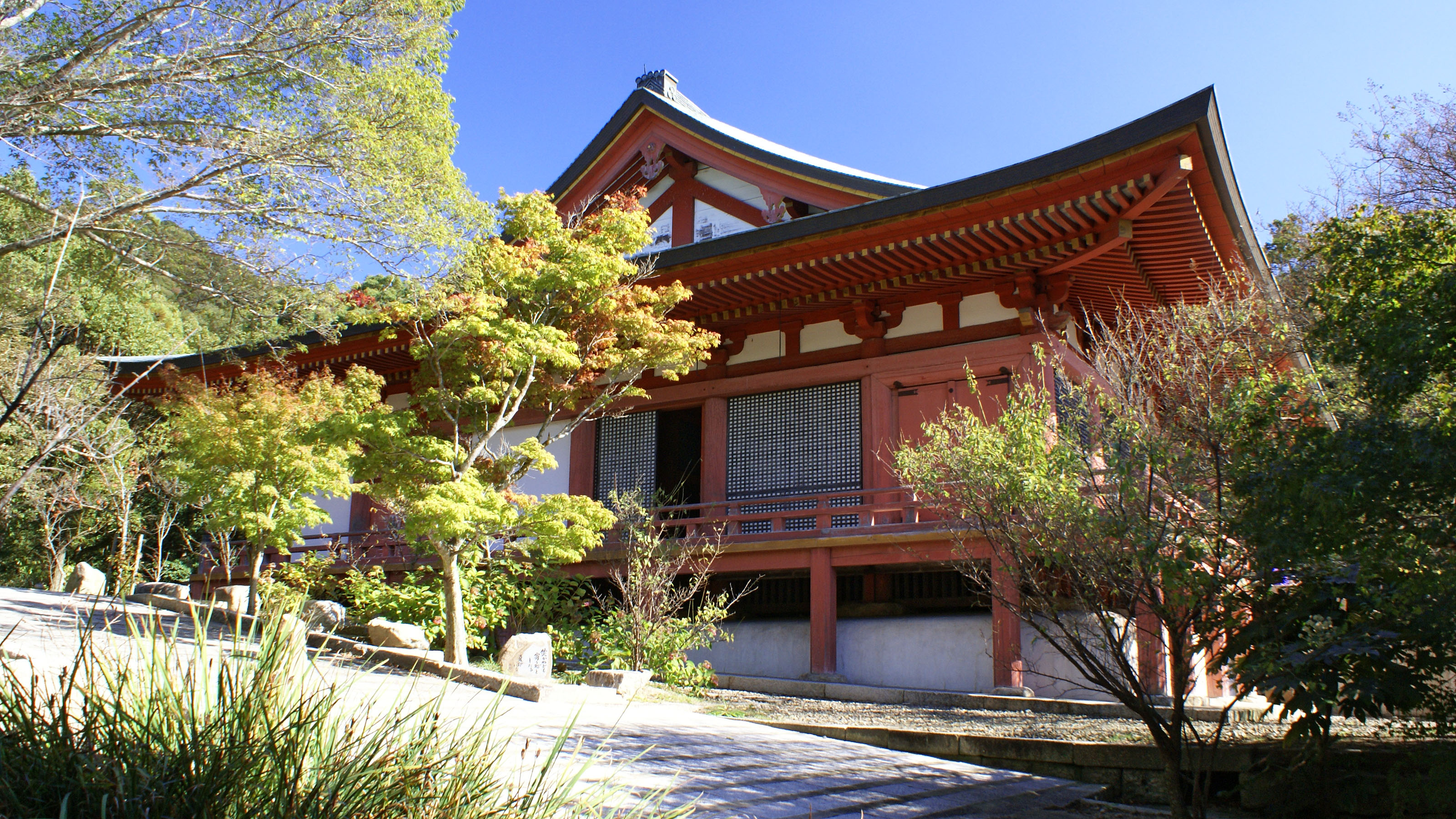
本堂（側面）

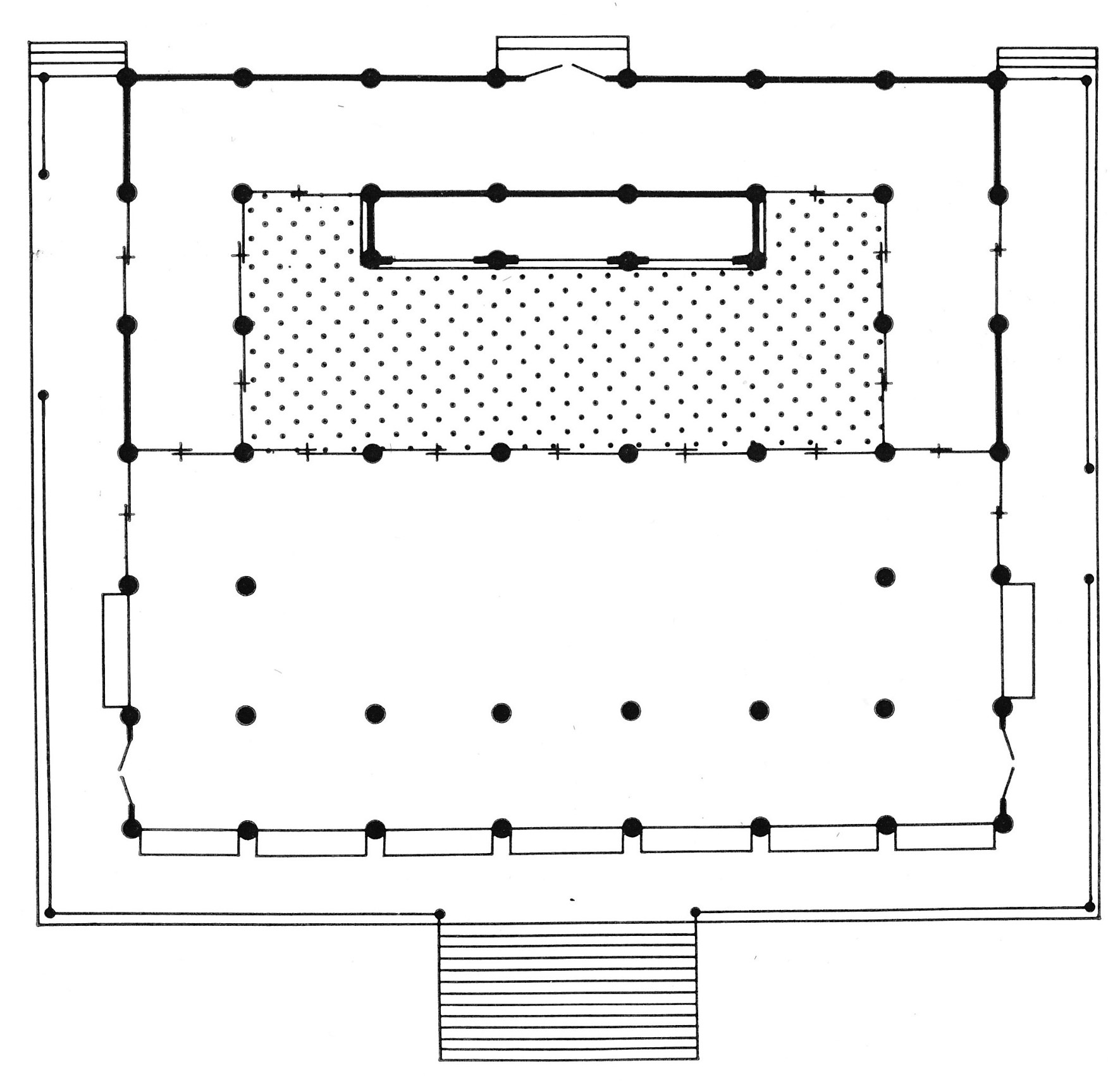
本堂平面図

太山寺（たいさんじ）は、兵庫県神戸市西区にある天台宗の寺院。山号は三身山（さんしんざん）。本尊は薬師如来。開基（創立者）は藤原宇合と伝える。本堂には新西国三十三箇所第25番札所本尊の十一面観音も祀られている。

## 歴史
「播州太山寺縁起」によれば、元正天皇の勅願寺として霊亀2年（716年）に発願者である藤原鎌足の孫の藤原宇合が堂塔伽藍を建立したとされる。
開山（初代住職）は勧請開山として藤原鎌足の長男・定恵（「定慧」「貞恵」とも書く）としている。創建時の建物は弘安8年（1285年）の火災で焼失しており、現存する建物はそれ以降に再建されたものである。
開山とされる定恵は、藤原鎌足の長男で（次男は藤原不比等）、若くして出家し、遣唐使とともに唐に渡った。生涯について謎の多い人物で、没年についても『日本書紀』『藤氏家伝』は天智天皇4年（665年）、『元亨釈書』は和銅7年（714年）とするなど定かでない。太山寺の境内および周辺からは定恵の時代までさかのぼる遺跡、出土品等は確認されておらず、実際の創建は平安時代に降るとみられている。
南北朝時代の建武元年（1334年）には大塔宮護良親王の令旨を受けて南朝方勢力として行動している。支院41ヶ坊、末寺8ヶ寺・末社6ヶ社に僧兵を有していた往時の繁栄をしのばせる大規模な本堂は国宝で、重要文化財は仁王門、阿弥陀如来坐像をはじめ19件を数える。また安土桃山時代の枯山水名園、安養院庭園は国の名勝に指定されている。なお現在塔頭は龍象院・成就院・遍照院・安養院・歓喜院の5ヶ坊のみとなっている。
太山寺境内の内外は原生林が残る深森になっている。周辺の55.9haは「太山寺風致地区」として保護され、ひょうごの森百選にも選ばれており、春は桜、秋は紅葉の名所として知られている。

## 境内
- 本堂（国宝）

鎌倉時代、正安2年（1300年）頃の建立。入母屋造、銅板葺き。桁行（間口）7間、梁間（奥行）6間（ここで言う「間」は長さの単位ではなく、柱間の数を意味する。以下同じ）。実寸は柱真々間正面20.82m・側面17.76mである。弘安8年（1285年）の火災後、13世紀末頃の建立とみられる。本尊の薬師如来のほかに、新西国三十三箇所第25番札所本尊の十一面観音も祀る。人の空間である外陣と仏の空間である内陣を結界（本建物では格子戸）で分ける、中世密教仏堂の典型である。内部は板敷で、手前の梁間3間分を外陣とする。後方は桁行5間、梁間2間分を内陣、その左右と背面の1間通りを脇陣及び後陣とする。内陣の後寄りに桁行3間の須弥壇を設け、その中央の間に厨子を置き、内部に本尊薬師如来像を安置する。厨子には弘安元年（1278年）の墨書がある。組物は出三斗、中備を間斗束（けんとづか）とする。柱間装置は正面7間をすべて蔀戸（しとみど）とし、側面は前から1間目を幣軸（扉回りに取り付ける枠状の部材）付きの板戸、2間目を蔀戸、3間目を格子戸引違い、5間目を板戸とする。背面は中央間のみ板戸とし、他を土壁とする。以上のように、建物前方の外陣部を開放的な扱いとするのに対し、内陣部は開口の少ない閉鎖的な構えである。柱には隅延びがあり、これによって軒反りを形成している。建築様式は蔀を多用するなど和様を基調としているが、頭貫の木鼻などに禅宗様の要素がみられる。本建物で特異な点は、組物の肘木に和様のものと禅宗様のものが混在している点で、建物の東半分の肘木は木口を直線的に構成した和様、西半分の肘木は曲線で構成した禅宗様になっている。
- 阿弥陀堂（常行堂） - 貞享5年（1688年）建立。阿弥陀如来坐像（重要文化財）は鎌倉時代初期、像高274cm、定朝様。
- 庫裏
- 鐘楼
- 経蔵
- 護摩堂 - 江戸時代中期の再建。宝形造。大黒天像・不動明王像・毘沙門天像を安置。
- 羅漢堂 - 江戸時代後期の再建。四天王像および十六羅漢尊像を安置。
- 釈迦堂 - 江戸時代後期の再建。釈迦三尊像を安置。
- 稲荷舎
- 観音堂
- 三重塔（兵庫県指定有形文化財） - 貞享5年（1688年）建立。大日如来像および四天王像安置。
- 中門
- 奥の院
  - 稲荷舎
  - 地蔵堂
  - 磨崖仏（不動明王立像、神戸市指定史跡） - 鎌倉時代の弘安年間（1278年 - 1288年）の作。伊川（太山寺川）の上流の岩肌に彫られたもので高さ約200cmの厚肉彫り。
- 龍象院 - 塔頭。
- 遍照院 - 塔頭。
- 安養院 - 塔頭。
  - 安養院庭園（国指定名勝） - 枯山水。安土桃山時代。
  - 本堂跡 - 安永6年（1777年）に建てられたが、2002年（平成14年）に焼失した。
- 仁王門（重要文化財） - 室町時代中期の再建。入母屋造、本瓦葺、八脚門、棟高8m。元は楼門であったが上層部を撤去して改修している。
- 歓喜院 - 塔頭。この塔頭だけ離れた場所にある。
  - 歓喜院庭園（神戸市指定名勝） - 枯山水。江戸時代。
  - 表門（神戸市指定有形文化財） - 薬医門、檜皮葺。

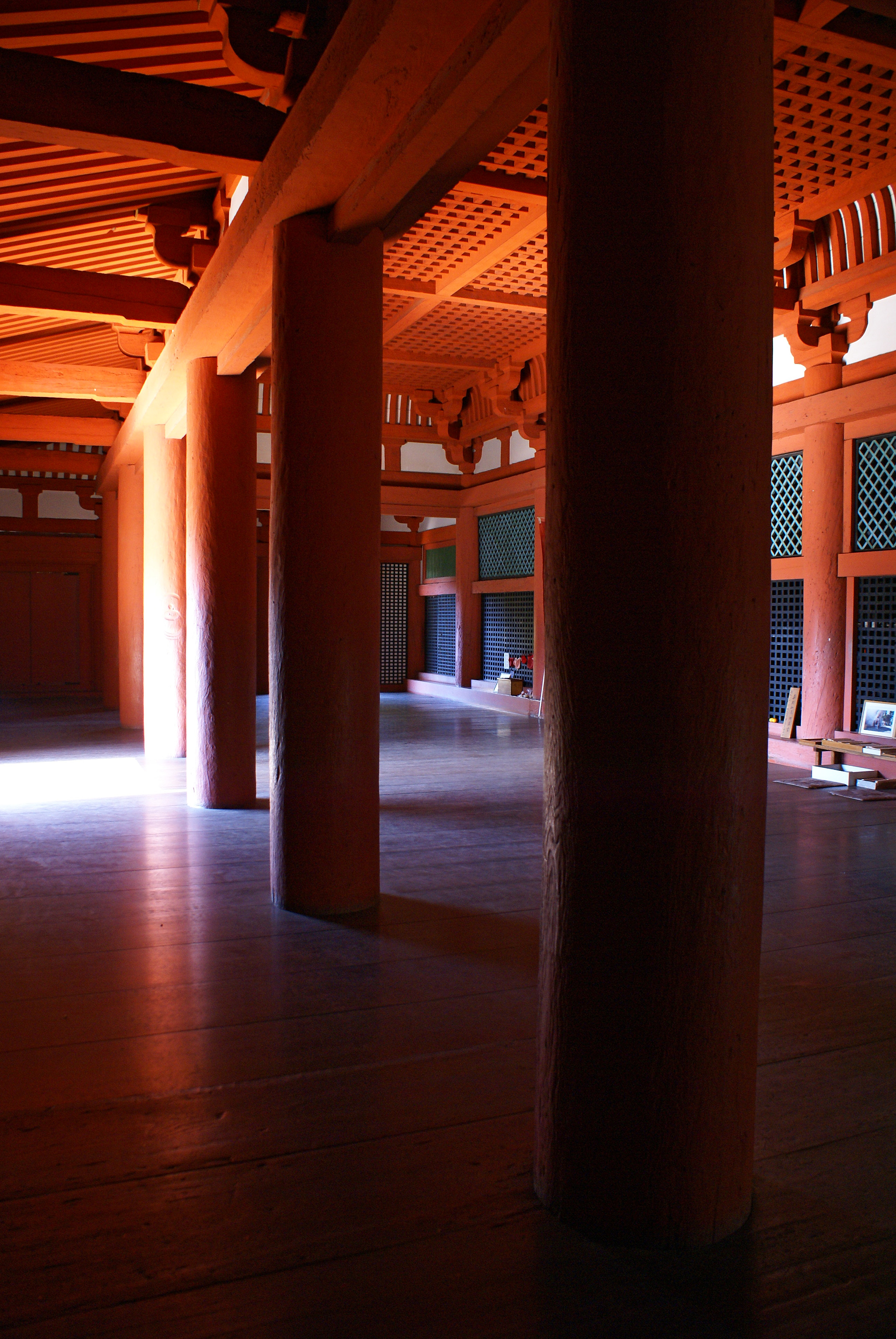
本堂内部（外陣の入側柱列）
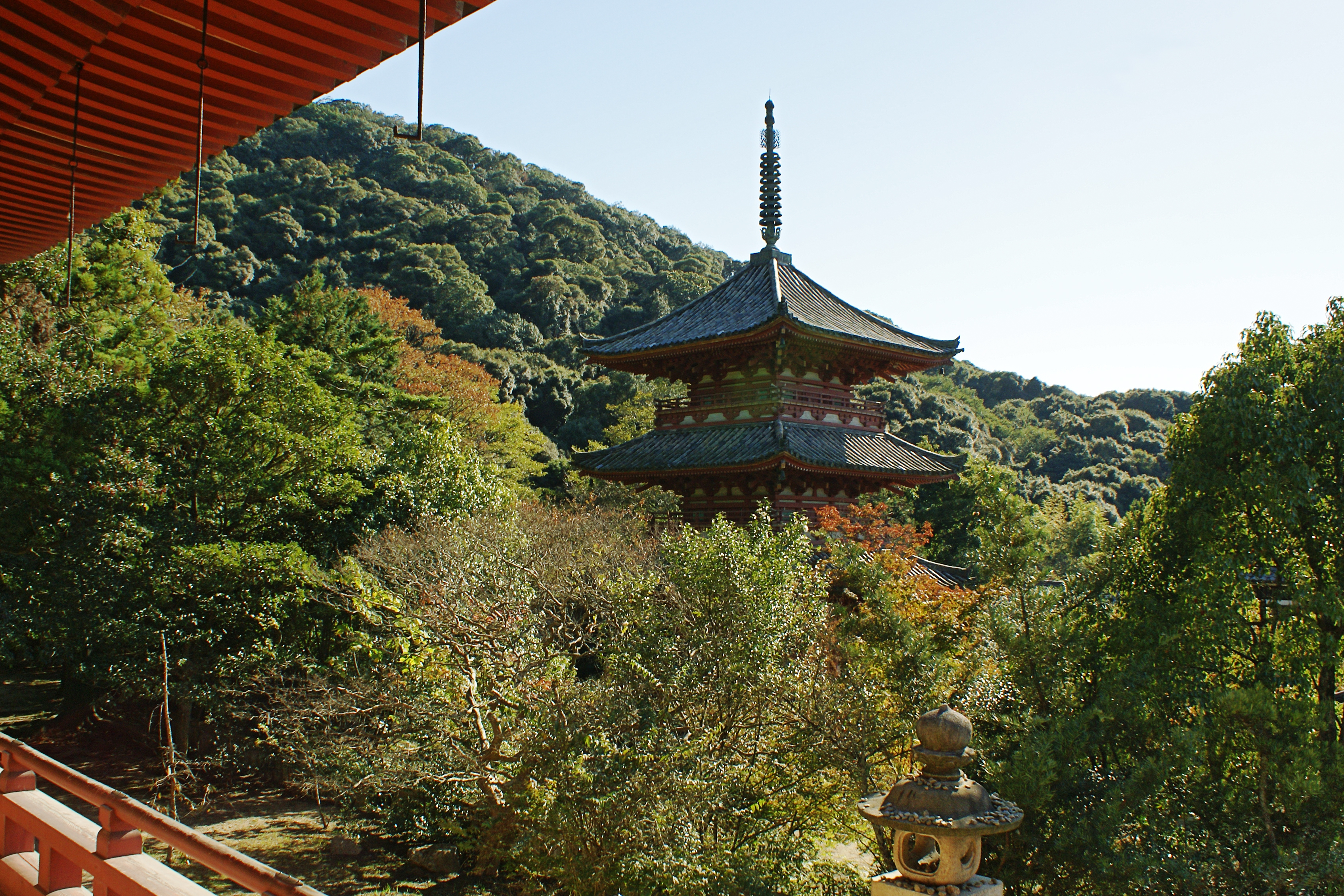
本堂から三重塔を望む
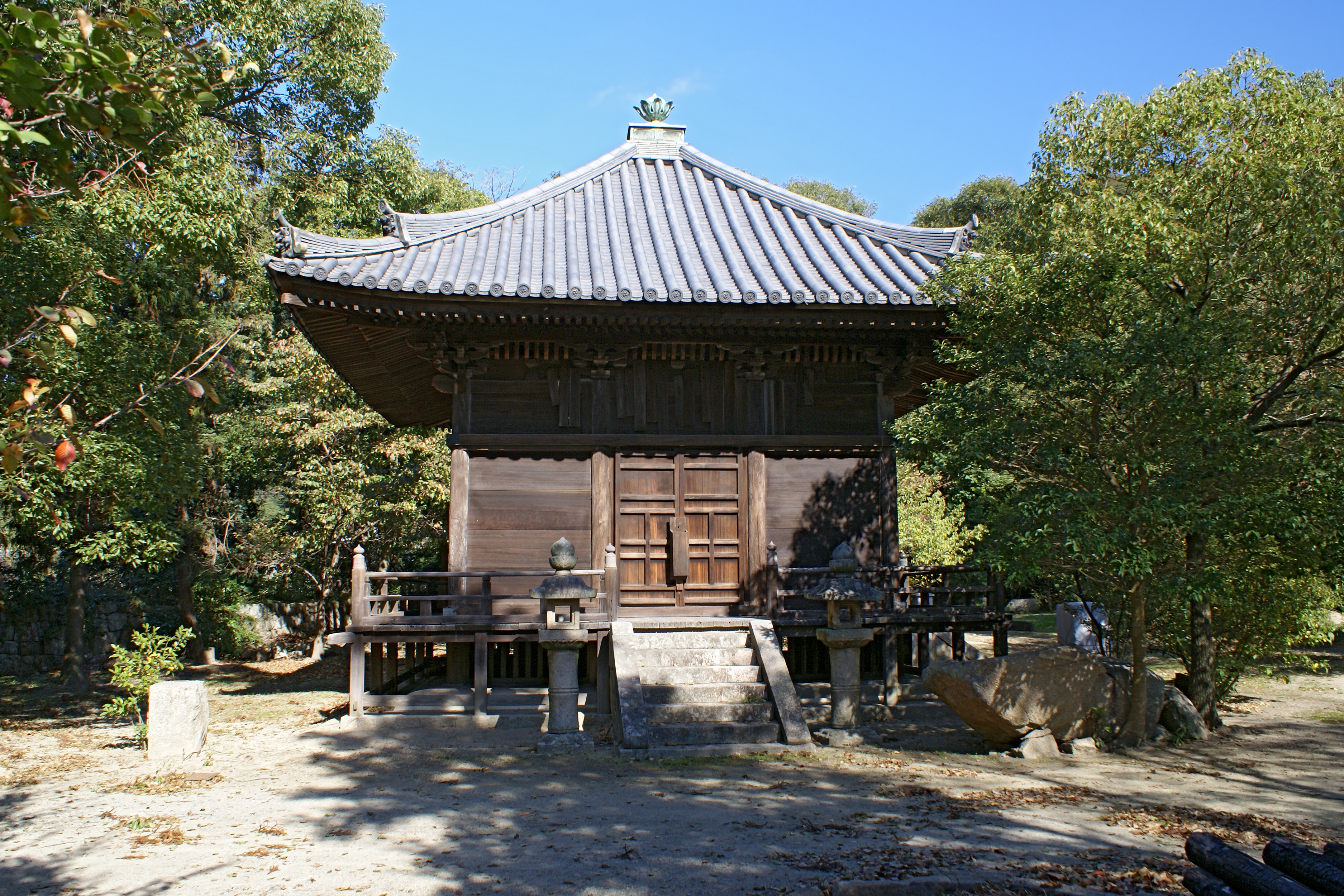
護摩堂
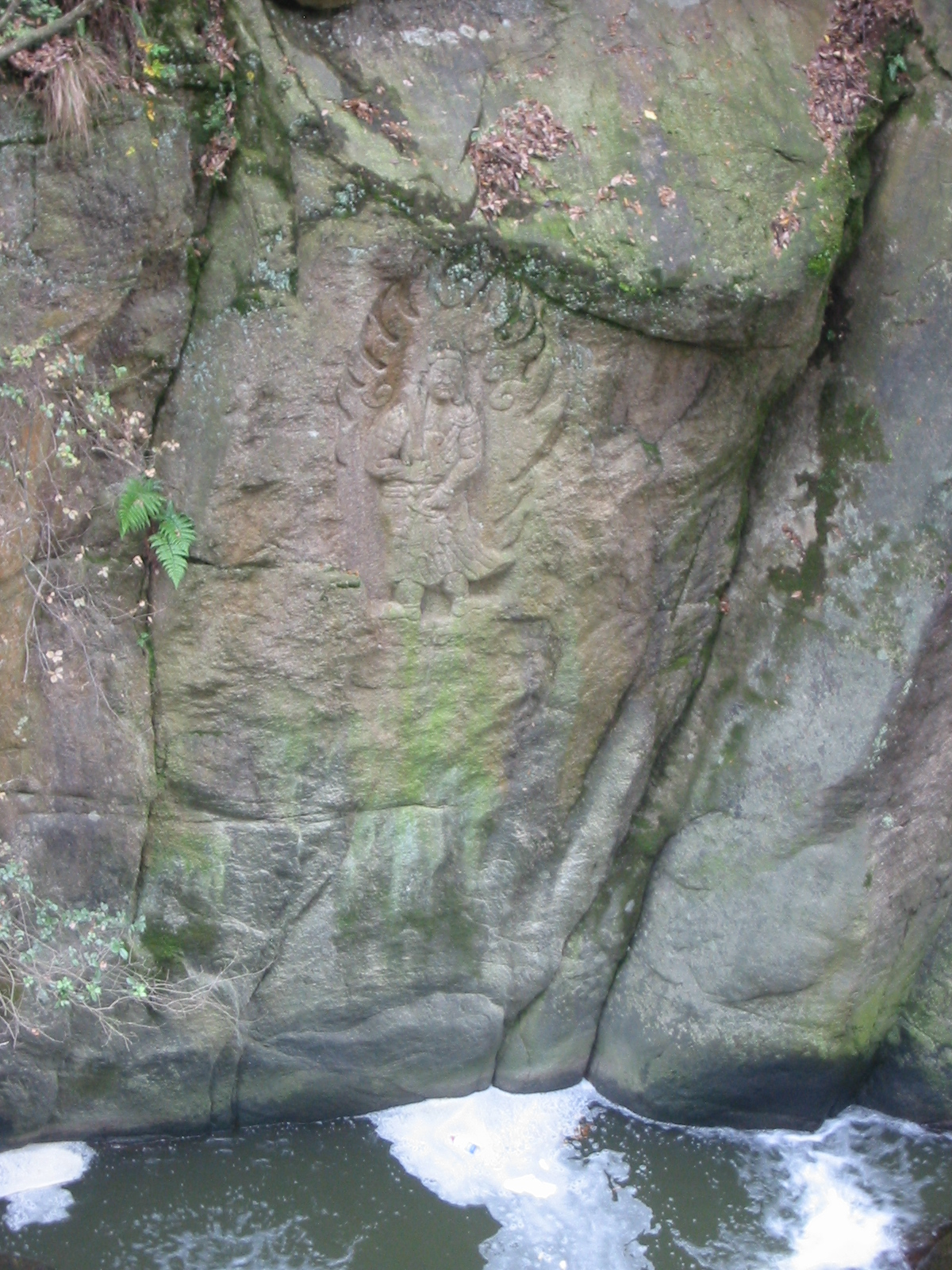
磨崖不動明王
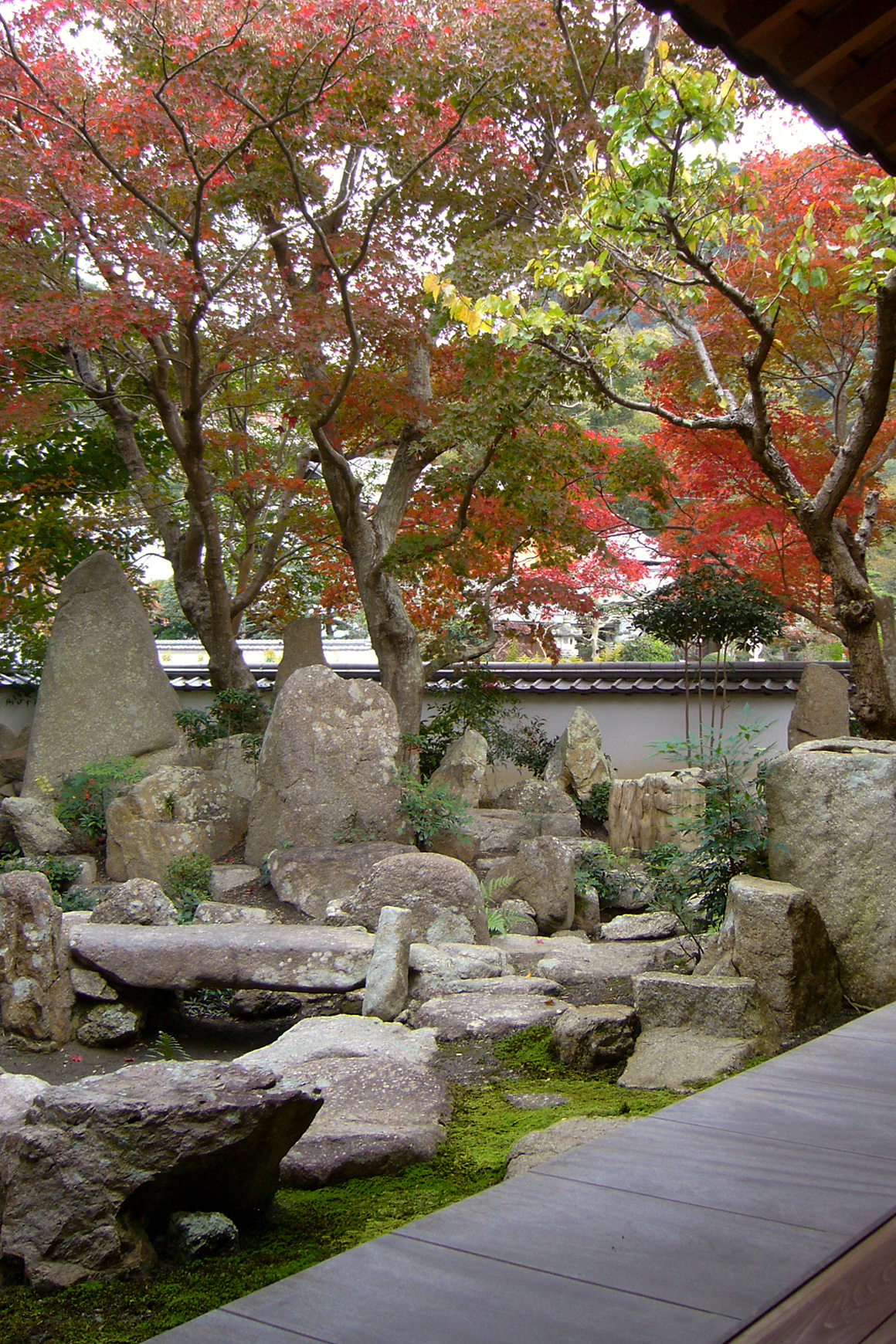
安養院
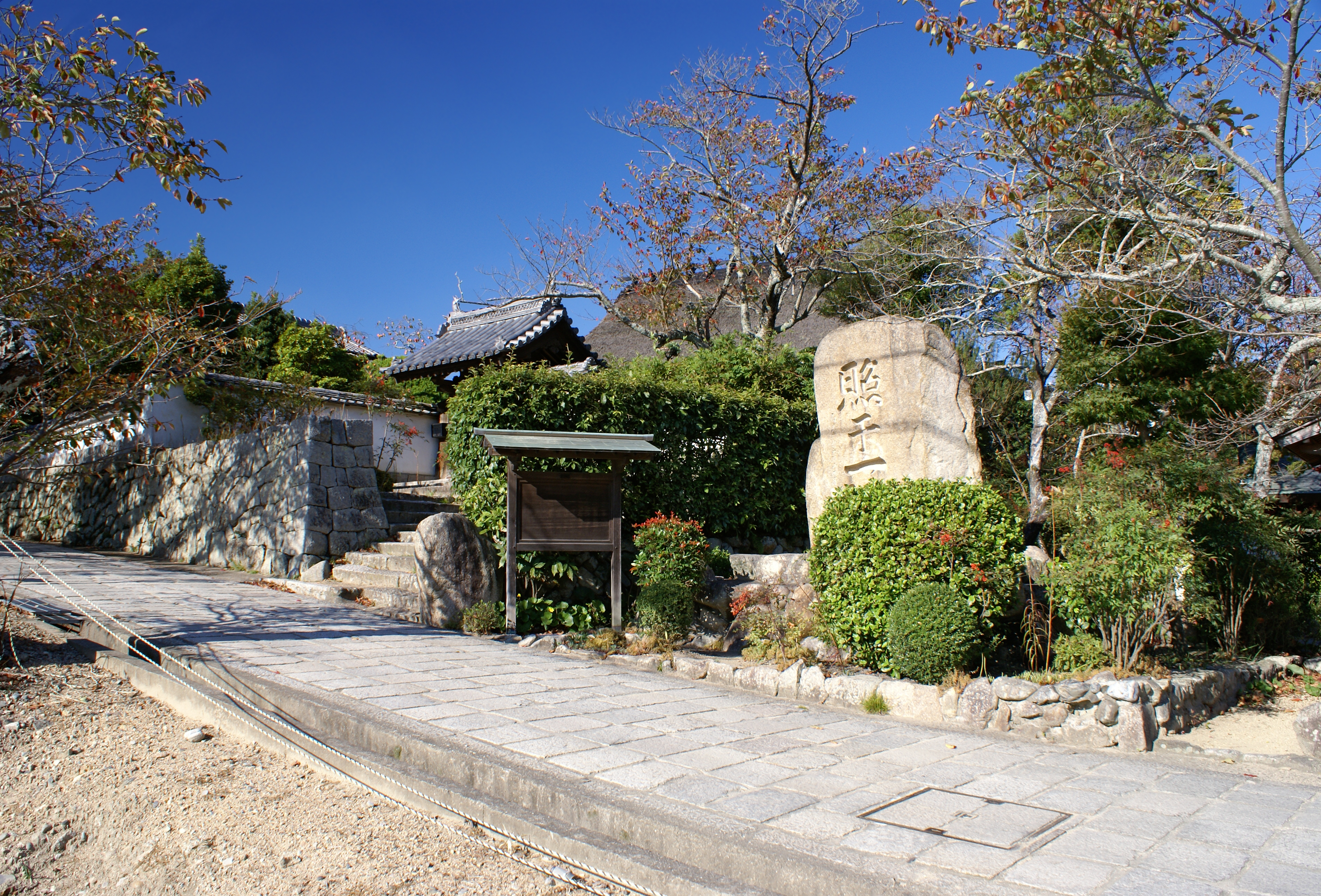
龍象院
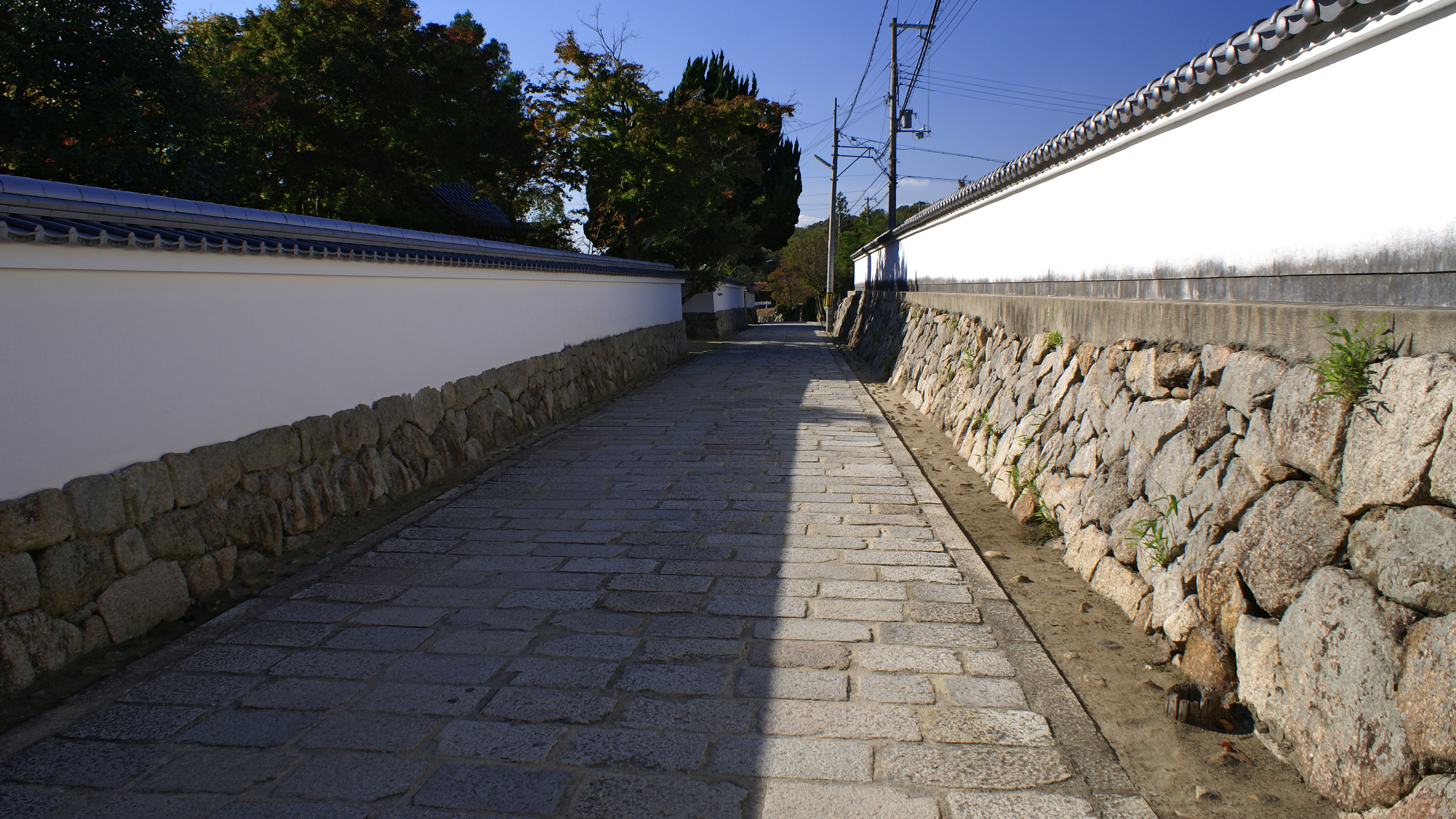
参道、左手に安養院と成就院

## 文化財

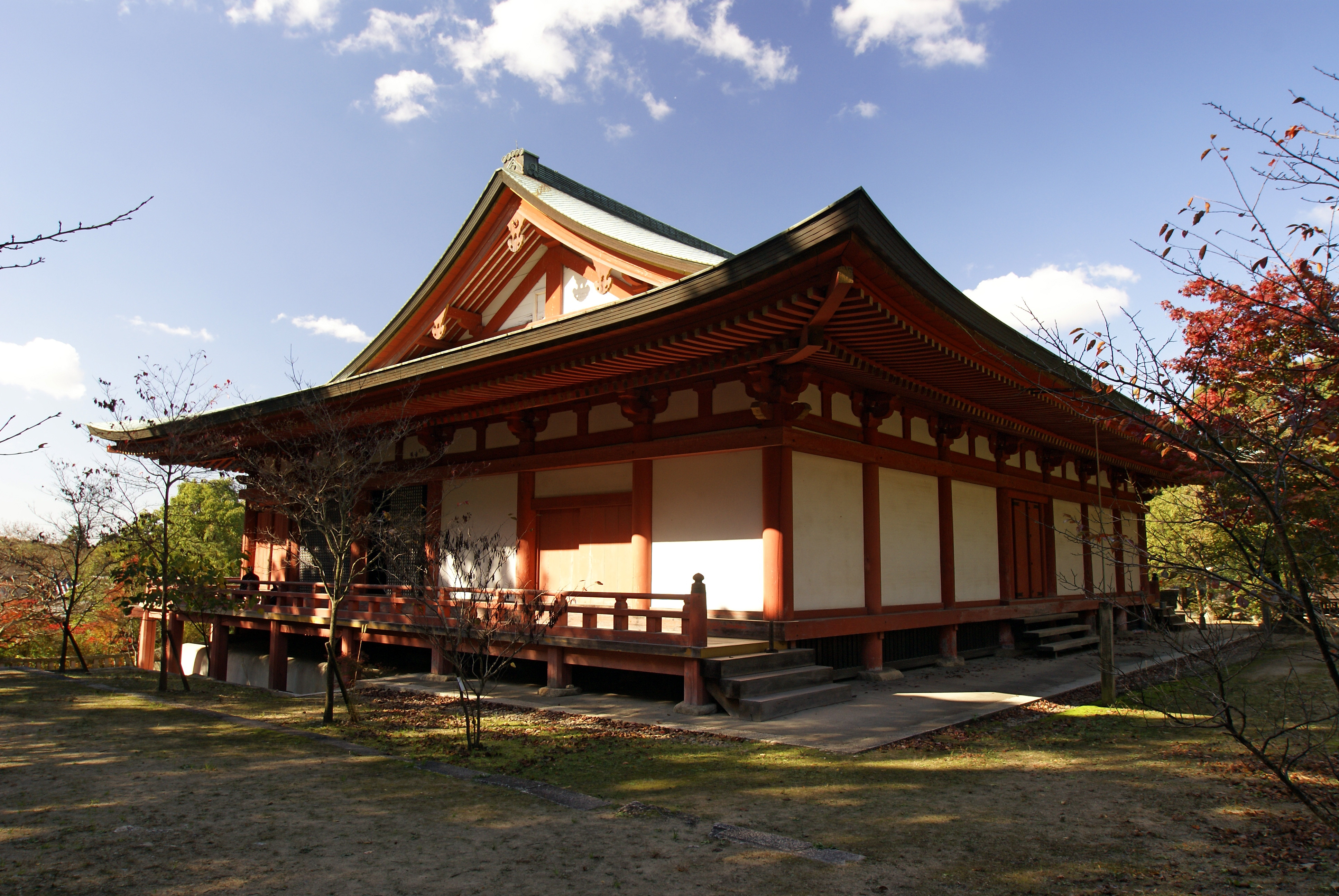
本堂

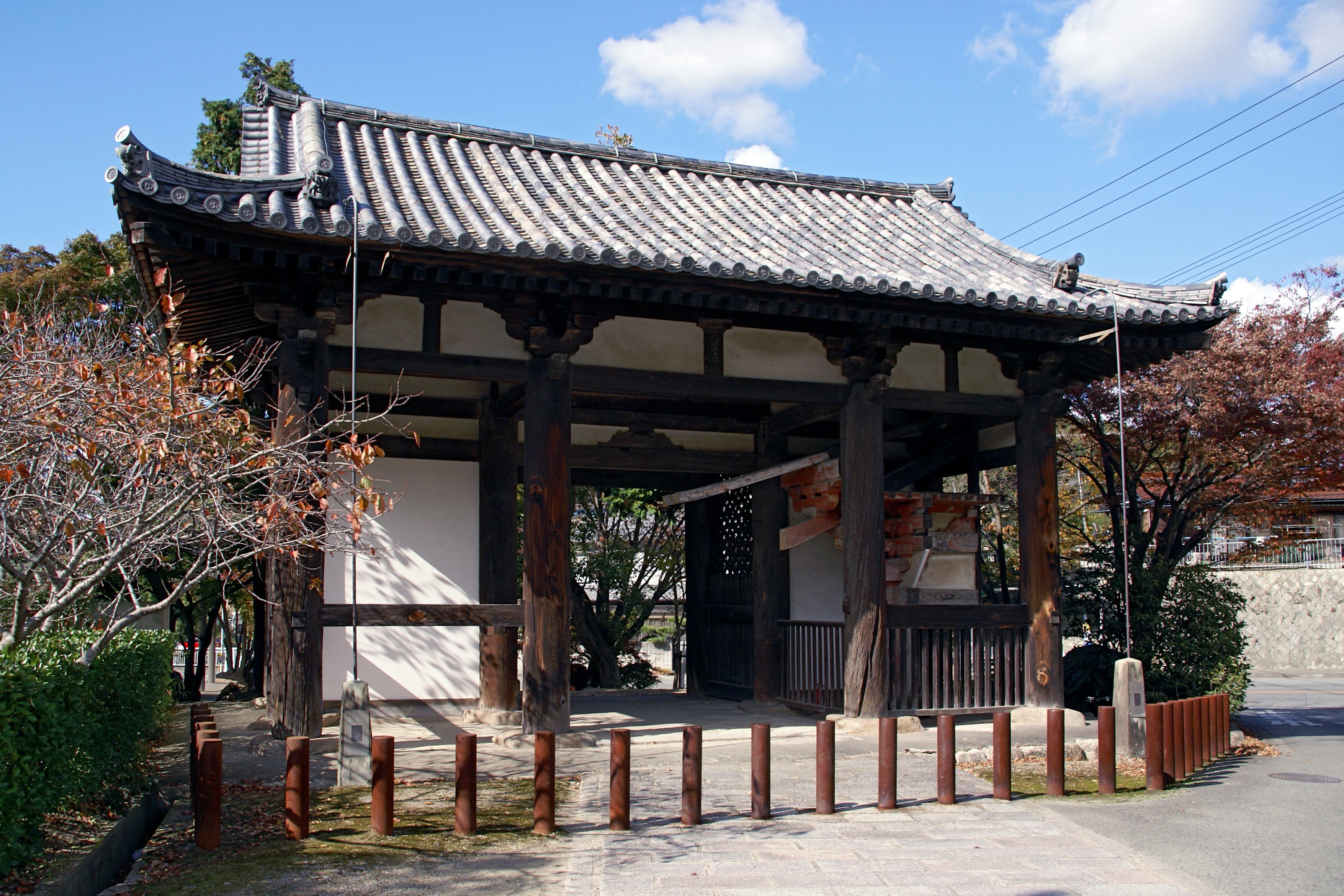
仁王門

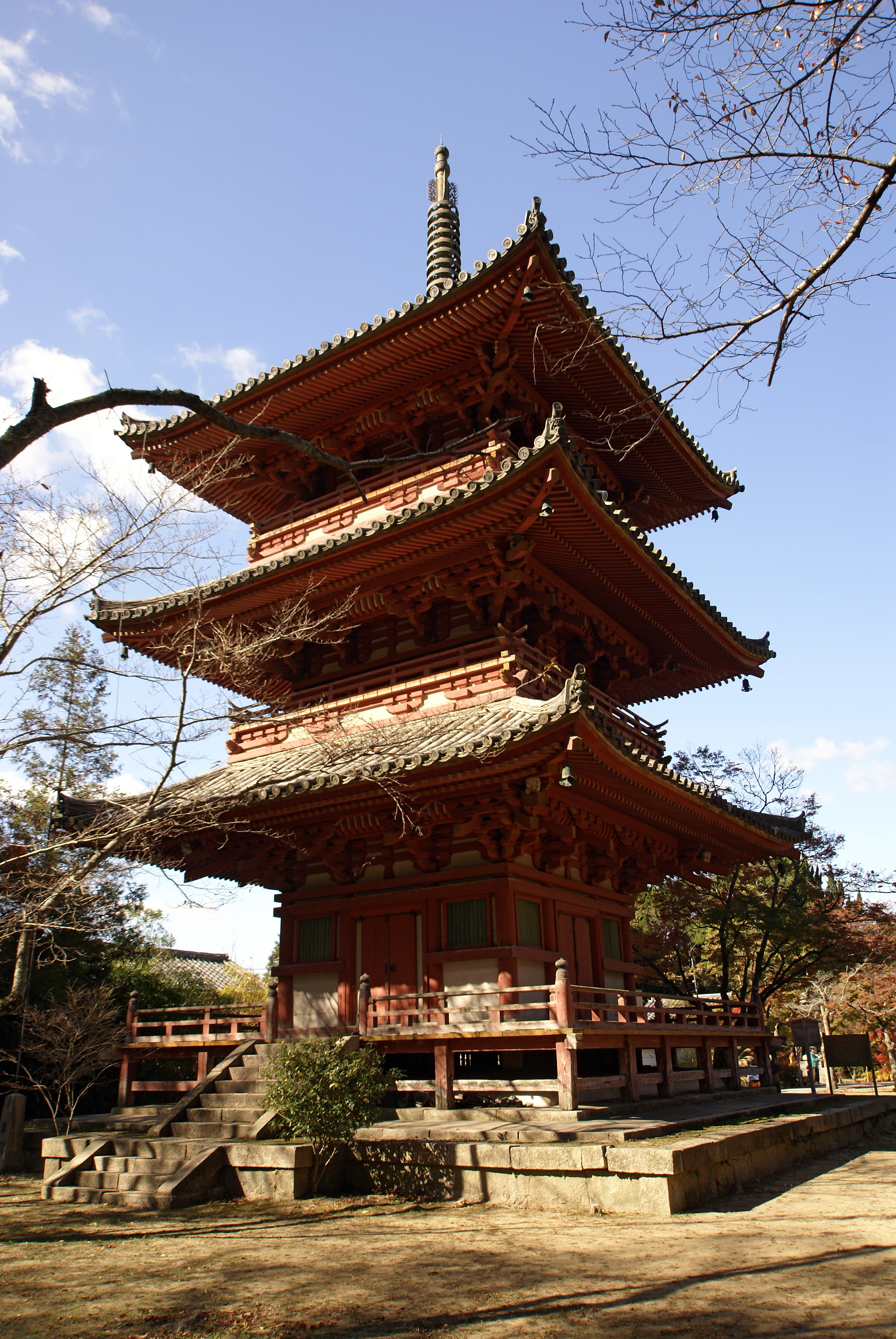
三重塔

### 国宝
- 本堂：神戸市内では唯一の国宝建造物[6][7]（令和５年現在）。

### 重要文化財
- 仁王門
- 木造阿弥陀如来坐像
- 絹本著色両界曼荼羅図（大）
- 絹本著色両界曼荼羅図（小）
- 絹本著色愛染曼荼羅図
- 絹本著色法華曼荼羅図
- 絹本著色釈迦三尊像
- 絹本著色十一面観音像
- 絹本著色不動四童子像
- 絹本著色不動二童子像
- 絹本著色十六羅漢像
- 絹本著色金剛経十六善神像
- 絹本著色白衣観音像
- 紙本墨画淡彩四季山水図 六曲一双[8] - 大阪市立美術館寄託。寺伝では筆者は周文とされてきたが、右隻の柳の色合いやしなだれ具合が狩野正信筆「周茂叔愛蓮図」（九州国立博物館蔵）に近いなど、正信画との類似が指摘されている。
- 刺繍種子両界曼荼羅図
- 武具類（一括指定）
  - 色々威腹巻　兜・大袖・喉輪・臑当付 - 大阪城天守閣寄託。　
  - 紺糸素懸威腹巻（こんいとすがけおどし はらまき） - 大阪城天守閣寄託。
  - 紫糸威膝鎧 - 大阪城天守閣寄託。
  - 藍韋威肩赤膝鎧（あいかわおどしかたあか ひざよろい） - 大阪城天守閣寄託。
  - 赤糸威膝鎧 - 大阪城天守閣寄託。
  - 金銅前立 - 大阪城天守閣寄託。
  - 白糸威肩赤壺袖 - 大阪城天守閣寄託。
  - 紫糸威喉輪 - 大阪城天守閣寄託。
- 紙本墨書妙法蓮華経（伝平氏各筆）32巻（装飾経）
- 曽我物語（仮名本）10冊 天文八年明石長行寄進奥書
- 紙本墨書大塔宮令旨及注進状 4通

※典拠：2000年までの指定物件については『国宝・重要文化財大全 別巻』（所有者別総合目録・名称総索引・統計資料）（毎日新聞社、2000）による。

### 国指定名勝
- 安養院庭園

### 兵庫県指定有形文化財
- 三重塔

### 兵庫県指定天然記念物
- 太山寺の原生林  - 10.95ha。

### 神戸市指定有形文化財
- 歓喜院表門
- 木造不動明王立像 - 大阪市立美術館寄託。
- 木造獅子・狛犬 - 大阪市立美術館寄託。
- 木造伝三所権現坐像
- 木造四天王立像
- 銅製鍍金宝珠鈴 1口 - 大阪市立美術館寄託。
- 青磁花瓶並びに青磁盤（青磁貼花牡丹唐草文瓶、青磁刻花牡丹唐草文瓶、青磁印花菊文盤） 3口 - 大阪市立美術館寄託。
- 紺紙金字仏説大吉祥陀羅尼経仏説宝賢陀羅尼経 1巻 - 神戸市立博物館寄託。

### 神戸市指定史跡
- 磨崖不動明王

### 神戸市指定名勝
- 歓喜院庭園

### 文化環境保存区域
- 太山寺及びその周辺

### 神戸市文化環境保存区域歴史的建造物
- 観音堂
- 羅漢堂
- 釈迦堂
- 経蔵
- 護摩堂
- 阿弥陀堂

## 史跡
- 息游軒遺跡 - 熊沢蕃山の閉居跡。

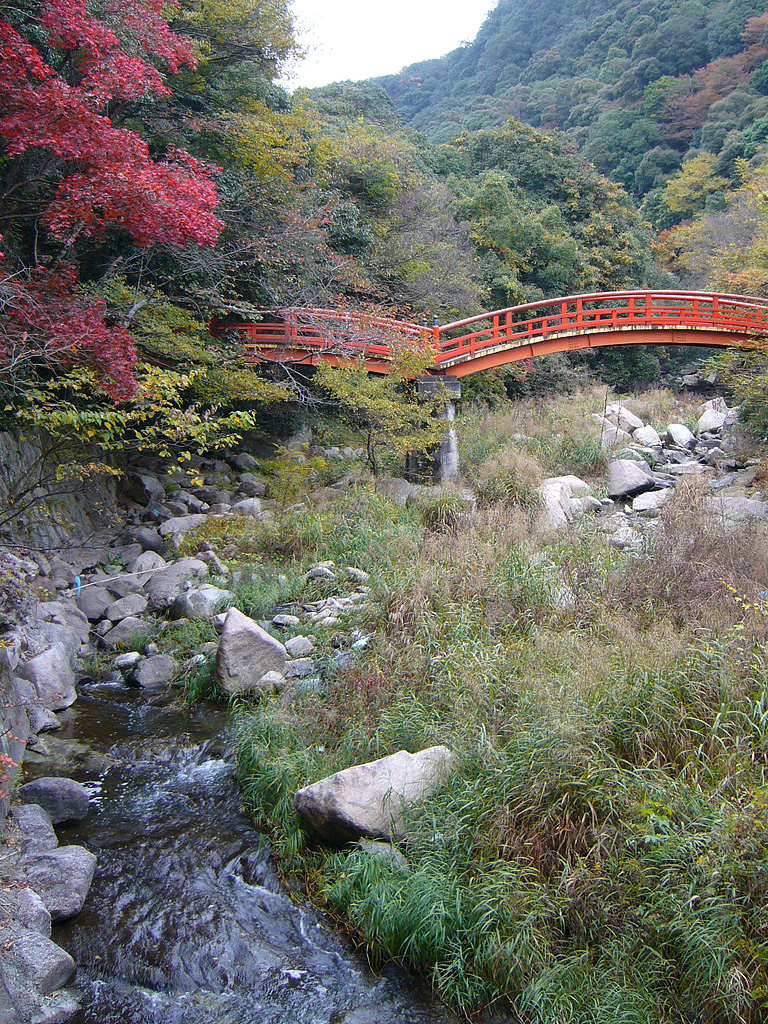
太山寺川に架かる閼伽井橋の向こうが奥の院

  - 熊沢蕃山：明治維新の理論的基盤を構築した陽明学者。江戸時代初期の寛文9年（1669年）頃、幕命により播磨国明石藩主松平信之の預かりとなり、太山寺に幽閉されていた。

## 年中行事
- 1月1日から3日、4月26日から5月5日、11月1日から30日 - 安養院庭園公開
- 1月1日から7日 - 修正会
- 1月7日 - 追儺式
- 5月8日 - 花まつり
- 5月12日 - 練り供養
- 12月31日 - 除夜の鐘（午後11時30分開門）

## 前後の札所
新西国三十三箇所
24 須磨寺　-　25 太山寺　-　26 伽耶院
神戸十三仏霊場
3 如意寺　-　4 太山寺　-　5 性海寺
神戸六地蔵
1 太山寺　-　2 潮海寺
播州薬師霊場
御本山 延暦寺　-　1 太山寺　-　2 與楽寺
明石西国観音霊場
22 日輪寺　-　23 池上山福林寺　-　24 潮海寺　-　25 太谷寺　-　26 太山寺　-　27 転法輪寺

### 霊場本尊
- 新西国三十三箇所 第25番
  - 霊場本尊:十一面観音
- 神戸十三仏霊場 第4番 
  - 霊場本尊：普賢菩薩（普賢閣）
- 神戸六地蔵 第1番
  - 霊場本尊：地蔵菩薩（檀陀地蔵）
- 播州薬師霊場 第1番
  - 霊場本尊:薬師如来
- 明石西国観音霊場 第26番
  - 霊場本尊：聖観音（山上観音）

## 所在地
- 〒651-2108 兵庫県神戸市西区伊川谷町前開224

## 交通アクセス
神戸市営地下鉄西神・山手線 学園都市駅 徒歩25分
神姫バス14系統　（明石駅-伊川谷駅-太山寺-名谷駅）　下車すぐ
- JR神戸線 明石駅から…「太山寺」行きまたは「名谷駅」行きで35分
- 神戸市営地下鉄西神・山手線 伊川谷駅から…「太山寺」行きまたは「名谷駅」行きで7分
- 神戸市営地下鉄西神・山手線 名谷駅から…「明石駅」」行きで18分

### 拝観料・拝観時間
- 拝観料:300円（元日は無料）
- 拝観時間:8:30 - 17:00（12月 - 2月は16:30）

## 周辺情報
- 如意寺
- 太山寺温泉
- 神戸総合運動公園
- 頭高山遺跡